# سیارک ۶۵۸۴۸
سیارک ۶۵۸۴۸ (به انگلیسی: 65848 Enricomari، نامگذاری:1997BP9) شصت و پنج هزار و هشتصد و چهل و هشتمین سیارک کشف شده‌است که در ۳۰ ژانویه ۱۹۹۷ کشف شد.